# Seznam zápasů španělské fotbalové reprezentace na MS
Španělská fotbalová reprezentace byla celkem 16x na mistrovstvích světa ve fotbale a to v roce 1934, 1950, 1962, 1966, 1978, 1982, 1986, 1990, 1994, 1998, 2002, 2006, 2010, 2014, 2018, a 2022.
- Aktualizace po MS 2022 – Počet utkání – 67 – Vítězství – 31x – Remízy – 12x – Prohry – 24x

| Číslo | Soupeř                | Výsledek                | MS      | Fáze turnaje           | Góly Španělska                                                                                                   |
| ----- | --------------------- | ----------------------- | ------- | ---------------------- | --- |
| 1.    | Brazílie              | 3 – 1                   | MS 1934 | první kolo             | José Iraragorri (1 + 1 penalta),Isidro Lángara                                                                   |
| 2.    | Itálie                | 1 – 1 (PP)              | MS 1934 | čtvrtfinále            | Giovanni Ferrari                                                                                                 |
| 3.    | Itálie                | 0 – 1                   | MS 1934 | opakovaný zápas        | Ne |
| 4.    | USA                   | 3 – 1                   | MS 1950 | základní skupina 2     | Silvestre Igoa, Estanislao Basora, Telmo Zarra                                                                   |
| 5.    | Chile                 | 2 – 0                   | MS 1950 | základní skupina 2     | Estanislao Basora, Telmo Zarra                                                                                   |
| 6.    | Anglie                | 1 – 0                   | MS 1950 | základní skupina 2     | Telmo Zarra |
| 7.    | Uruguay               | 2 – 2                   | MS 1950 | finálová skupina       | Estanislao Basora (2)                                                                                            |
| 8.    | Brazílie              | 1 – 6                   | MS 1950 | finálová skupina       | Silvestre Igoa                                                                                                   |
| 9.    | Švédsko               | 1 – 3                   | MS 1950 | finálová skupina       | Telmo Zarra |
| 10.   | Československo        | 0 – 1                   | MS 1962 | základní skupina C     | Ne |
| 11.   | Mexiko                | 1 – 0                   | MS 1962 | základní skupina C     | Joaquín Peiró |
| 12.   | Brazílie              | 1 – 2                   | MS 1962 | základní skupina C     | Adelardo Rodríguez                                                                                               |
| 13.   | Argentina             | 1 – 2                   | MS 1966 | základní skupina B     | Pirri |
| 14.   | Švýcarsko             | 2 – 1                   | MS 1966 | základní skupina B     | Manuel Sanchís, Amancio Amaro                                                                                    |
| 15.   | SRN                   | 1 – 2                   | MS 1966 | základní skupina B     | Josep Fusté |
| 16.   | Rakousko              | 1 – 2                   | MS 1978 | základní skupina 3     | Daniel Ruiz |
| 17.   | Brazílie              | 0 – 0                   | MS 1978 | základní skupina 3     | Ne |
| 18.   | Švédsko               | 1 – 0                   | MS 1978 | základní skupina 3     | Juan Manuel Asensi                                                                                               |
| 19.   | Honduras              | 1 – 1                   | MS 1982 | základní skupina 5     | Roberto López Ufarte (penalta)                                                                                   |
| 20.   | Jugoslávie            | 2 – 1                   | MS 1982 | základní skupina 5     | Juan Gómez González (penalta), Enrique Saura                                                                     |
| 21.   | Severní Irsko         | 0 – 1                   | MS 1982 | základní skupina 5     | Ne |
| 22.   | SRN                   | 1 – 2                   | MS 1982 | 2 skup. fáze - skup. B | Jesús María Zamora                                                                                               |
| 23.   | Anglie                | 0 – 0                   | MS 1982 | 2 skup. fáze – skup. B | Ne |
| 24.   | Brazílie              | 0 – 1                   | MS 1986 | základní skupina D     | Ne |
| 25.   | Severní Irsko         | 2 – 1                   | MS 1986 | základní skupina D     | Emilio Butragueño, Julio Salinas                                                                                 |
| 26.   | Alžírsko              | 3 – 0                   | MS 1986 | základní skupina D     | Ramón Calderé (2), Eloy                                                                                          |
| 27.   | Dánsko                | 5 – 1                   | MS 1986 | osmifinále             | Emilio Butragueño (3 + 1 penalta), Andoni Goikoetxea Olaskoaga (penalta)                                         |
| 28.   | Belgie                | 1 – 1 (PP) (pen. 4 - 5) | MS 1986 | čtvrtfinále            | Juan Antonio Señor penalty: Juan Antonio Señor, Chendo, Emilio Butragueño Víctor Muñoz                           |
| 29.   | Uruguay               | 0 – 0                   | MS 1990 | základní skupina E     | Ne |
| 30.   | Jižní Korea           | 3 – 1                   | MS 1990 | základní skupina E     | Míchel (3) |
| 31.   | Belgie                | 2 – 1                   | MS 1990 | základní skupina E     | Míchel (penalta), Alberto Górriz                                                                                 |
| 32.   | Jugoslávie            | 1 – 2 (PP)              | MS 1990 | osmifinále             | Julio Salinas |
| 33.   | Jižní Korea           | 2 – 2                   | MS 1994 | základní skupina C     | Julio Salinas, Ion Andoni Goikoetxea                                                                             |
| 34.   | Německo               | 1 – 1                   | MS 1994 | základní skupina C     | Ion Andoni Goikoetxea                                                                                            |
| 35.   | Bolívie               | 3 – 1                   | MS 1994 | základní skupina C     | Pep Guardiola (penalta), José Luis Caminero (2)                                                                  |
| 36.   | Švýcarsko             | 3 – 0                   | MS 1994 | osmifinále             | Fernando Hierro, Luis Enrique Martínez García, Txiki Begiristain (penalta)                                       |
| 37.   | Itálie                | 1 – 2                   | MS 1994 | čtvrtfinále            | José Luis Caminero                                                                                               |
| 38.   | Nigérie               | 2 – 3                   | MS 1998 | základní skupina D     | Fernando Hierro, Raúl González                                                                                   |
| 39.   | Paraguay              | 0 – 0                   | MS 1998 | základní skupina D     | Ne |
| 40.   | Bulharsko             | 6 – 1                   | MS 1998 | základní skupina D     | Fernando Hierro (penalta), Luis Enrique Martínez García, Fernando Morientes (2) Kiko (2)                         |
| 41.   | Slovinsko             | 3 – 1                   | MS 2002 | základní skupina B     | Raúl González, Juan Carlos Valerón, Fernando Hierro (penalta)                                                    |
| 42.   | Paraguay              | 3 – 1                   | MS 2002 | základní skupina B     | Fernando Morientes (2), Fernando Hierro (penalta)                                                                |
| 43.   | Jihoafrická republika | 3 – 2                   | MS 2002 | základní skupina B     | Raúl González (2), Gaizka Mendieta                                                                               |
| 44.   | Irsko                 | 1 – 1 (PP) (pen. 3 – 2) | MS 2002 | osmifinále             | Fernando Morientes penalty: Fernando Hierro, Rubén Baraja, Gaizka Mendieta                                       |
| 45.   | Jižní Korea           | 0 – 0 (PP) (pen. 3 - 5) | MS 2002 | čtvrtfinále            | penalty: Fernando Hierro, Rubén Baraja, Xavi                                                                     |
| 46.   | Ukrajina              | 4 – 0                   | MS 2006 | základní skupina H     | Xabi Alonso, David Villa (1 + 1 penalta), Fernando Torres                                                        |
| 47.   | Tunisko               | 3 – 1                   | MS 2006 | základní skupina H     | Raúl González, Fernando Torres (1 + 1 penalta)                                                                   |
| 48.   | Saúdská Arábie        | 1 – 0                   | MS 2006 | základní skupina H     | Juan Gutiérrez Moreno                                                                                            |
| 49.   | Francie               | 1 – 3                   | MS 2006 | osmifinále             | David Villa |
| 50.   | Švýcarsko             | 0 – 1                   | MS 2010 | základní skupina H     | Ne |
| 51.   | Honduras              | 2 – 0                   | MS 2010 | základní skupina H     | David Villa (2)                                                                                                  |
| 52.   | Chile                 | 2 – 1                   | MS 2010 | základní skupina H     | David Villa, Andrés Iniesta                                                                                      |
| 53.   | Portugalsko           | 1 – 0                   | MS 2010 | osmifinále             | David Villa |
| 54.   | Paraguay              | 1 – 0                   | MS 2010 | čtvrtfinále            | David Villa |
| 55.   | Německo               | 1 – 0                   | MS 2010 | semifinále             | Carles Puyol |
| 56.   | Nizozemsko            | 1 – 0 (PP)              | MS 2010 | finále                 | Andrés Iniesta                                                                                                   |
| 57.   | Nizozemsko            | 1 – 5                   | MS 2014 | základní skupina B     | Xabi Alonso (penalta)                                                                                            |
| 58.   | Chile                 | 0 – 2                   | MS 2014 | základní skupina B     | Ne |
| 59.   | Austrálie             | 3 – 0                   | MS 2014 | základní skupina B     | David Villa, Fernando Torres, Juan Manuel Mata                                                                   |
| 60.   | Portugalsko           | 3 – 3                   | MS 2018 | základní skupina B     | 2x Diego Costa, Nacho Fernández                                                                                  |
| 61.   | Írán                  | 1 – 0                   | MS 2018 | základní skupina B     | Diego Costa |
| 62.   | Maroko                | 2 – 2                   | MS 2018 | základní skupina B     | Isco, Iago Aspas                                                                                                 |
| 63.   | Rusko                 | 1 – 1 (PP) (pen. 3 – 4) | MS 2018 | osmifinále             | Sergei Ignaševič (vlastní branka Ruska) penalty: Andrés Iniesta , Gerard Piqué , Koke , Sergio Ramos ,Iago Aspas |
| 64.   | Kostarika             | 7 – 0                   | MS 2022 | základní skupina E     | Dani Olmo, Marco Asensio, Ferran Torres (2, první z penalty), Gavi, Carlos Soler, Álvaro Morata                  |
| 65.   | Německo               | 1 – 1                   | MS 2022 | základní skupina E     | Álvaro Morata |
| 66.   | Japonsko              | 1 – 2                   | MS 2022 | základní skupina E     | Álvaro Morata |
| 67.   | Maroko                | 0 – 0 (PP) (pen. 0 – 3) | MS 2022 | osmifinále             | penalty Pablo Sarabia Carlos Soler Sergio Busquets                                                               |